# Валін-тРНК лігаза
В ензимології, валін-тРНК лігазою (EC 6.1.1.9 [Архівовано 12 лютого 2017 у Wayback Machine.]) називається фермент, який каталізує хімічну реакцію
АТФ + L-валін + тРНКВал {\displaystyle \rightleftharpoons } АМФ + дифосфат + L-валін-тРНКВал
У цього ферменту є 3 субстрати, а саме АТФ, L-валін і тРНКВал й, відповідно, 3 продукти АМФ, дифосфат і L-валіл-тРНКВал.  
Цей фермент належить до родини лігаз, специфіка яких визначається утворенням карбон-оксигенових зв'язків в аміноацил-тРНК і споріднених їм сполуках. Систематичною назвою цього класу ферментів є L-валін: тРНКВал-лігаза (АМФ-утворююча). Іншими назвами, що ввійшли до загального вжитку є валіл-тРНК-синтетаза, валіл-транспортна РНК-синтетаза, валіл-транспортна рибонуклеїнова кислота-синтетаза, валін-транспортний рибонуклеат-синтетаза, валін-транспортний рибонуклеат-лігаза та валін-транслаза. Цей фермент залучений в біосинтез валіну, лейцину і ізолейцину і біосинтез аміноацил-тРНК.

## Структурні дослідження
Станом на кінець 2007 року, було з'ясовано 5 структур для цього класу ферментів, PDB ID яких 1GAX [Архівовано 14 листопада 2012 у Wayback Machine.], 1IVS [Архівовано 14 листопада 2012 у Wayback Machine.], 1WK9 [Архівовано 14 листопада 2012 у Wayback Machine.], 1IYW [Архівовано 14 листопада 2012 у Wayback Machine.] та 1WKA [Архівовано 14 листопада 2012 у Wayback Machine.].